# Мур, Джордж Бисслэнд
Джордж Бисслэнд Мур (англ. George Bissland Moore; 6 октября 1918, Сент-Луис, США — 4 июля 2014) — американский пятиборец, серебряный призер летних Олимпийских игр в Лондоне (1948).

## Биография
В 1936 г. окончил Lawrenceville School в Лоренсевилле, штат Нью-Джерси. До того как стать пятиборцем занимался легкой атлетикой в Военной академии США. Участник Второй мировой войны, был ранен, награждён медалью Пурпурное сердце, двумя медалями Бронзовая звезда и орденом Легион Почёта. Позже, до выхода на пенсию в 1965 г., преподавал в Военной академии США. Затем до 1980-х гг. находился на административной работе в Lawrenceville School.

## Спортивная карьера
На летних Олимпийских играх в Лондоне (1948) завоевал серебряную медаль в современном пятиборье, став вторым в конном спорте и третьим — в фехтовании.